# Eddy Etaeta
Eddy Etaeta (ur. 1 czerwca 1970) – tahitański trener piłkarski.

## Kariera trenerska
W 2010 Etaeta został selekcjonerem reprezentacji Tahiti. W 2012 roku wystąpił z Tahiti w Pucharze Narodów Oceanii. Tahiti po zwycięstwach z Samoa, Nową Kaledonią, Vanuatu, Wyspami Salomona i ponownie z Nową Kaledonią w finale, wygrało ten turniej po raz pierwszy w historii.